# Cham (Niemcy)
Cham – miasto powiatowe w Niemczech, w kraju związkowym Bawaria, w rejencji Górny Palatynat, w regionie Ratyzbona, siedziba powiatu Cham. Leży około 150 km na północny wschód od Monachium i ok. 150 km na południowy zachód od Pragi, nad rzeką Regen, przy drodze B20, B22, B85 i linii kolejowej (Schwandorf – Pilzno).

## Dzielnice
W skład miasta wchodzą 52 dzielnice: 
| Altenmarkt         | Altenstadt   | Ammerlingshof    | Brückl        | Brunn         |
| Chameregg          | Chammünster  | Eichberg         | Ellersdorf    | Gredlmühle    |
| Gutmaning          | Haderstadl   | Haidhäuser       | Haidmühle     | Hanzing       |
| Hilm               | Hof          | Höfen            | Janahof       | Kammerdorf    |
| Katzbach           | Katzberg     | Kühberg          | Kothmaißling  | Laichstätt    |
| Lamberg            | Loch         | Loibling         | Michelsdorf   | Neumühle      |
| Nunsting           | Oberhaid     | Ponholzmühle     | Quadfeldmühle | Ried am Pfahl |
| Ried am Sand       | Rissing      | Schachendorf     | Scharlau      | Schlammering  |
| Schlondorf         | Schönferchen | Selling          | Siechen       | Stadl         |
| Tasching           | Thierlstein  | Untertraubenbach | Vilzing       | Wackerling    |
| Windischbergerdorf | Wulfing      |                  |               |               |

## Współpraca
Miejscowości partnerskie:
- Alphen-Chaam, Holandia
- Cham, Szwajcaria
- Klatovy, Czechy
- Zele, Belgia